# London (Kiribati)

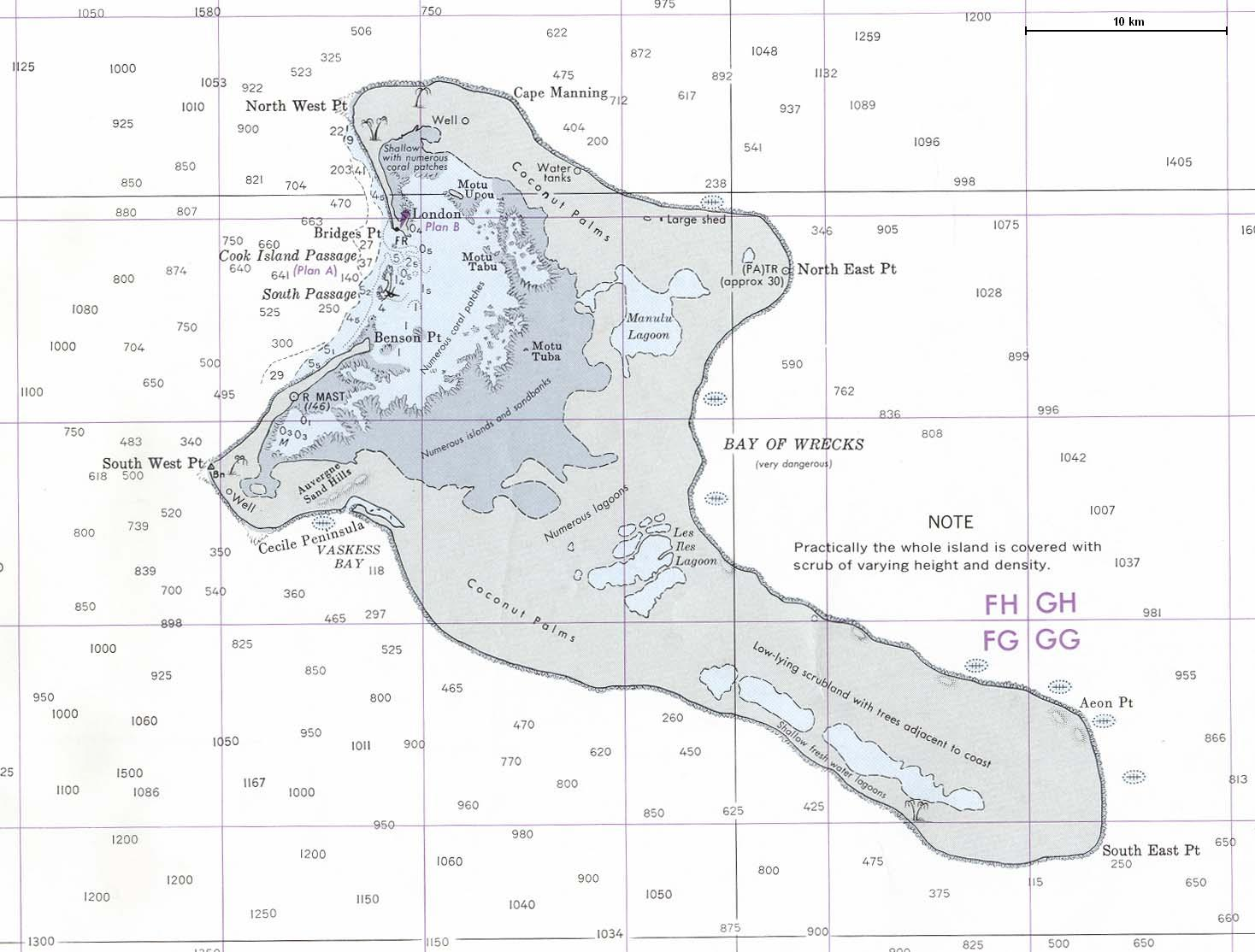
London ist im Norden dieser Karte eingezeichnet.

London (auch gilbertesisch: Ronton; früher auch Londres) ist die Hauptsiedlung auf dem Atoll Kiritimati (Christmas Island) im Inselstaat Kiribati im Zentralpazifik. 2020 wurde eine Bevölkerung von 1986 Personen gezählt, damit ist der Ort der zweitgrößte auf Kiritimati (nach Tabwakea) und auf allen Line Islands.

## Geographie
London liegt an der Südspitze der nördlichen Landzunge des Atolls, nur wenige Kilometer entfernt von Tabwakea, das sich im Norden anschließt. Die einzige nennenswerte Straße verbindet die Orte mit Banana im Osten, wo sich auch der Flughafen Cassidy befindet. London liegt 220 km nördlich des Äquators. Von London aus sind der Hauptort Napia der Insel Tabuaeran (Fanning Island) rund 300 km (nordwestliche Richtung), die Insel Teraina (Washington Island) etwa 450 km (ebenfalls nordwestliche Richtung) und die Hauptstadt Kiribatis, South Tarawa auf dem Tarawa-Atoll, mehr als 3250 km entfernt.
Südlich von London setzt sich der Korallenring des Atolls mit der Insel Cook Island fort. Dazwischen liegt die Cook Island Passage zur Lagune im Inneren des Atolls. Südwestlich davon liegt der Ort Poland.

## Klima
|                       | Jan | Feb | Mär | Apr | Mai | Jun | Jul | Aug | Sep | Okt | Nov | Dez |   |      |
| Mittl. Tagesmax. (°C) | 29  | 29  | 30  | 30  | 31  | 31  | 30  | 31  | 31  | 31  | 30  | 33  | ⌀ | 30,5 |
| Mittl. Tagesmin. (°C) | 24  | 24  | 24  | 24  | 24  | 24  | 24  | 25  | 24  | 24  | 24  | 24  | ⌀ | 24,1 |
|                       |     |     |     |     |     |     |     |     |     |     |     |     |   |      |
| Niederschlag (mm)     | 30  | 71  | 64  | 206 | 89  | 81  | 50  | 15  | 3   | 3   | 8   | 15  | Σ | 635  |

| 24 |

| 24 |

| 24 |

| 24 |

| 24 |

| 24 |

| 24 |

| 25 |

| 24 |

| 24 |

| 24 |

| 24 |

| 24 |

| 24 |

| 24 |

| 24 |

| 24 |

| 24 |

| 24 |

| 25 |

| 24 |

| 24 |

| 24 |

| 24 |